# Balasandra, Mulbagal
Balasandra là một làng thuộc tehsil Mulbagal, huyện Kolar, bang Karnataka, Ấn Độ.